# Phasmalysia borealis
Phasmalysia borealis är en stekelart som beskrevs av Robert A.Wharton 1980. Phasmalysia borealis ingår i släktet Phasmalysia och familjen bracksteklar. Inga underarter finns listade i Catalogue of Life.